# HD 134190
HD 134190，又名BD+55 1730，SAO 29407、HR 5635，是一颗恒星，视星等为5.25，位于銀經90.43，銀緯53.21，其B1900.0坐标为赤經15h 3m 25.3s，赤緯+54° 53.21′ 28″。